# Lausannedeklarationen
Lausannedeklarationen är en evangelikal kristen trosbekännelse med inriktning på mission och evangelisation, antagen vid en internationell kongress för världsevangelisation i Lausanne, Schweiz, i juli 1974 på initiativ av predikanten Billy Graham. Vid mötet deltog över 2 300 kristna från mer än 150 nationer.
Lausannedeklaration blev grunden för Lausannerörelsen (Lausanne Committee for World Evangelization). Flera kristna samfund och missionsorganisationer har senare antagit Lausannedeklarationen som ideologiskt dokument för sitt eget arbete. Detta på grund av att dokumentet sammanfattar centrala ståndpunkter rörande teologi, evangelisation och mission.
1989 samlades Lausannerörelsen en andra internationell kongress för världsevangelisation och antog då det så kallade Manilamanifestet, som också rör missionsfrågor.

### Fotnoter
1. ↑  Håkan Arenius (17 juli 2014). ”40 år som missionsplattform” (på svenska). Dagen. https://www.dagen.se/livsstil/40-ar-som-missionsplattform-1.96097. Läst 13 september 2018.
2. ↑  Anders Gustafsson (17 augusti 2010). ”Lausannerörelsen ska anta ett nytt dokument” (på svenska). Dagen. https://www.dagen.se/lausannerorelsen-ska-anta-ett-nytt-dokument-1.168571. Läst 14 september 2018.